# Zarih, Orjîțea
Zarih (în ucraineană Заріг) este o comună în raionul Orjîțea, regiunea Poltava, Ucraina, formată numai din satul de reședință.

## Demografie
Componența lingvistică a comunei Zarih
     Ucraineană (97,06%)
     Rusă (1,87%)
     Alte limbi (0,4%)
Conform recensământului din 2001, majoritatea populației comunei Zarih era vorbitoare de ucraineană (97,06%), existând în minoritate și vorbitori de rusă (1,87%).